# Fürth

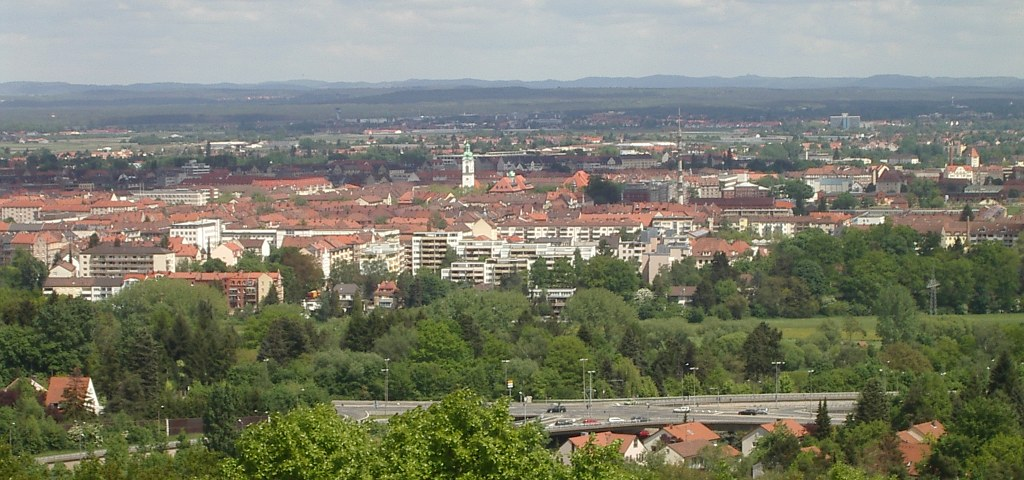
Panorama z Alte Veste

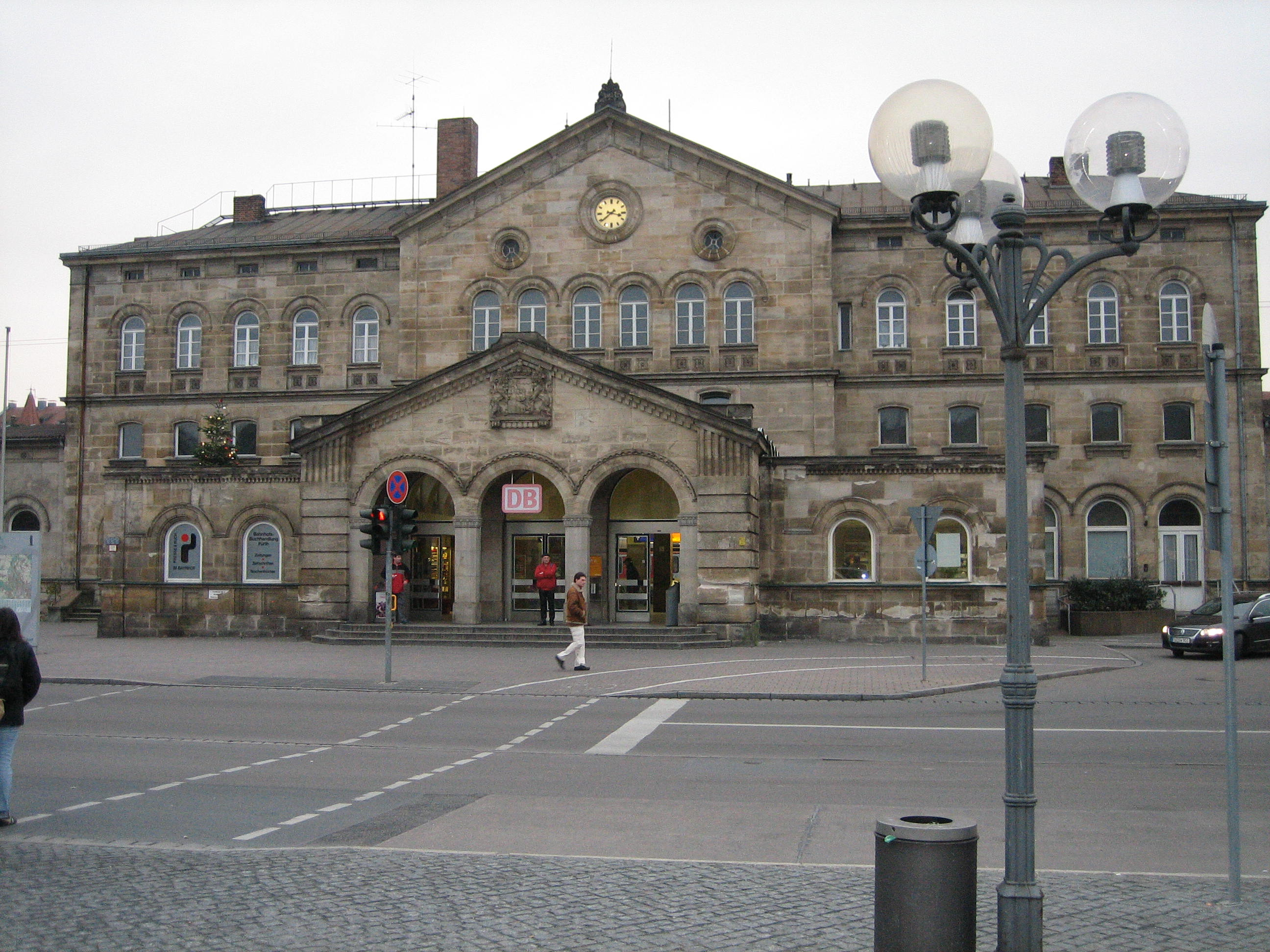
Dworzec Główny. Widok z pl. Dworcowego (Bahnhofsplatz)

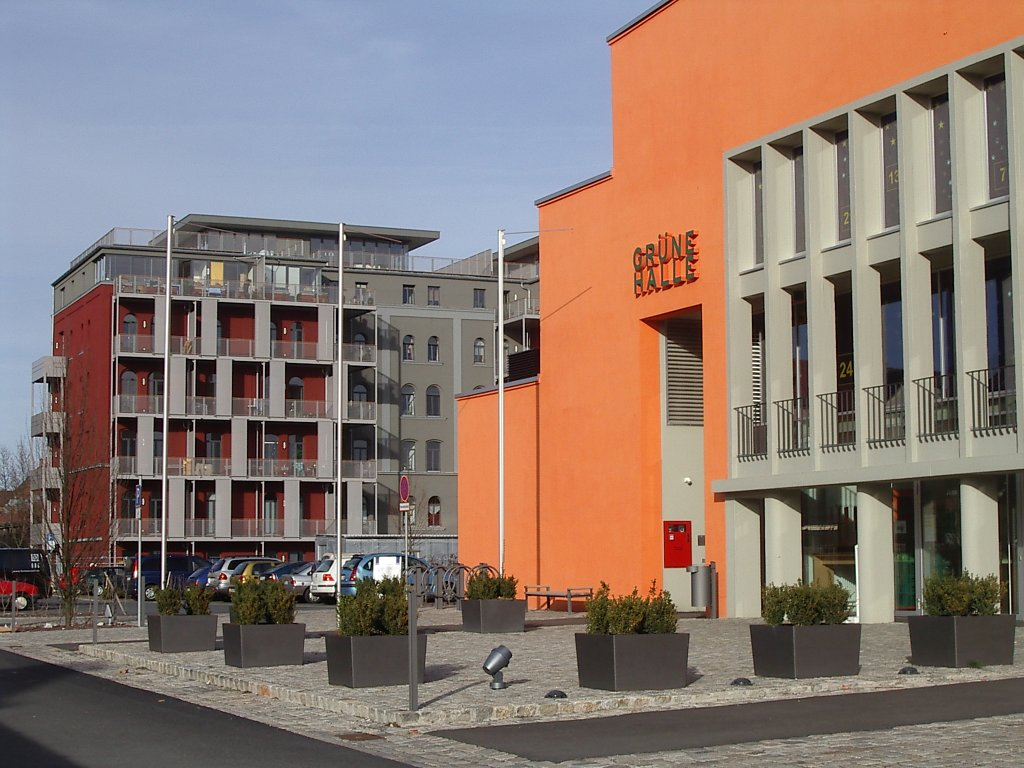
Widok na Zieloną Halę (Grüne Halle)

Fürth (wym. MAF: [fʏʁt], posłuchajⓘ) – miasto na prawach powiatu w Niemczech, w kraju związkowym Bawaria, w rejencji Środkowa Frankonia, w regionie Planungsregion Nürnberg. Siedziba powiatu Landkreis Fürth, chociaż do niego nie należy. Razem z Norymbergą i Erlangen tworzy trójmiasto frankońskie. W 2022 liczyło 131 433 mieszkańców. Najbliżej położone duże miasta: Norymberga ok. 10 km na wschód, Monachium ok. 150 km na południowy wschód, Stuttgart ok. 150 km na południowy zachód i Frankfurt nad Menem ok. 190 km na północny zachód.

## Historia
Jak głosi legenda, Fürth został założony przez Karola Wielkiego, króla Franków i Longobardów w 793 roku. Pierwsze wzmianki o Fürth znaleziono w dokumentach Henryka II Świętego i pochodzą z 1007 roku. W 1062 król Henryk IV nadał miastu ponownie przywileje handlowe.
W 1632, w trakcie wojny trzydziestoletniej w wyniku Bitwy pod Alte Veste pomiędzy wojskami króla szwedzkiego Gustawa II Adolfa oraz cesarskimi pod wodzą Albrechta von Wallensteina miasto uległo niemal całkowitemu zniszczeniu.
Około 1685 roku do miasta napłynęło wielu emigrantów z Francji i Niderlandów, co przyczyniło się do rozwoju rzemiosła. W XIX wieku Fürth stał się miastem przemysłowym. W 1835 roku między Fürth a Norymbergą powstała pierwsza w Niemczech linia kolei żelaznej. W 1843 do użytku oddany został port rzeczny w Poppenreuth na Kanale Ludwika.
W 1922 roku zdecydowana większość mieszkańców Fürth odrzuciła w referendum połączenie z Norymbergą.
Miasto nie zostało zburzone podczas II wojny światowej.
W 1950 liczba mieszkańców przekroczyła 100 000.
Od 1985 roku miasto połączone jest z Norymbergą linią metra.

## Podział administracyjny
W skład miasta wchodzą następujące części miejscowości: Atzenhof, Billinganlage, Burgfarrnbach, Eigenes Heim, Hardhöhe, Scherbsgraben, Schwand, Unterfarrnbach, Altstadt, Dambach, Eschenau, Innenstadt, Oberfürberg, Südstadt, Stadtgrenze, Stadtpark, Unterfürberg, Weikershof, Bislohe, Braunsbach, Espan, Flexdorf, Herboldshof, Kronach, Mannhof, Poppenreuth, Ritzmannshof, Ronhof, Sack, Stadeln, Steinach, Vach.

## Polityka
W Radzie Miasta zasiada 50 radnych: SPD 24, CSU 18, Zieloni 3, Radni niezrzeszeni 3, FDP 1, REP 1.

## Gospodarka
W mieście rozwinął się przemysł elektrotechniczny, precyzyjny, maszynowy, metalowy, szklarski, optyczny, odzieżowy oraz spożywczy.

## Transport
Przez miasto przebiega droga krajowa B8 oraz Autostrada A73.
W mieście znajduje się stacja kolejowa Fürth Hauptbahnhof.

## Zabytki
- zamek w Burgfarrnbach
- kościół św. Henryka
- kościół św. Jana
- kościół św. Michała
- Kościół Najświętszej Marii Panny
- kościół św. Piotra i Pawła

## Sport
- SpVgg Greuther Fürth – klub piłkarski

## Ludzie związani z Fürth
- Ludwig Erhard – polityk, „ojciec” niemieckiego cudu gospodarczego
- Albert Forster – namiestnik okręgu Gdańsk-Prusy Zachodnie
- Franz Jakob – nadburmistrz Fürth w latach 1933–1939
- Senetta Joseftal – izraelska prawniczka i polityczka
- Henry Kissinger – amerykański polityk
- Jakob Wassermann – niemiecki pisarz

## Współpraca
Miejscowości partnerskie:
- Limoges, Francja
- Marmaris, Turcja
- Renfrew, Szkocja
- Xylokastro, Grecja